# Nörd-Fälltjärnen
Nörd-Fälltjärnen är en sjö i Umeå kommun i Västerbotten och ingår i Tavelåns huvudavrinningsområde. Sjön har en area på 0,0252 kvadratkilometer och ligger 161,1 meter över havet.

## Delavrinningsområde
Nörd-Fälltjärnen ingår i det delavrinningsområde (711935-171214) som SMHI kallar för Ovan Västerån. Medelhöjden är 190 meter över havet och ytan är 15,99 kvadratkilometer. Räknas de 2 avrinningsområdena uppströms in blir den ackumulerade arean 34,57 kvadratkilometer. Avrinningsområdets utflöde Tavelån (Fällforsån) mynnar i havet. Avrinningsområdet består mestadels av skog (79 procent). Avrinningsområdet har 0,3 kvadratkilometer vattenytor vilket ger det en sjöprocent på 1,9 procent.